# Max Petitpierre
Max Petitpierre (Neuchâtel, 26 de fevereiro de 1899 - Neuchâtel, 25 de março de 1994) foi um político suíço.

## Carreira
Ele foi eleito para o Conselho Federal suíço em 14 de dezembro de 1944 e terminou o mandato a 30 de junho de 1961.
Max Petitpierre foi Presidente da Confederação suíça em 1950, 1955 e 1960.

Seu governo como presidente foi marcado pela proibição do automobilismo no país devido ao Desastre de Le Mans em 1955 que causou a morte de 80 pessoas durante as 24 Horas de Le Mans além do piloto francês Pierre Levegh.

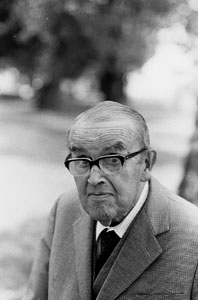
1989